# Perdita impar
Perdita impar är en biart som beskrevs av Timberlake 1980. Perdita impar ingår i släktet Perdita och familjen grävbin. Inga underarter finns listade i Catalogue of Life.